# I'm Gonna Love You
«I'm Gonna Love You» es una canción interpretada por la cantante y actriz estadounidense Sofia Carson. Fue lanzada como sencillo promocional el 26 de agosto de 2016 por Hollywood Records.

## Lista de canciones
- Descarga digital[1]

1. "I'm Gonna Love You" – 3:15